# 迪恩·桑德斯
甸·尼古拉斯·桑達士（英語：Dean Nicholas Saunders，1964年6月21日—）生於威爾士斯旺西，是一名前足球運動員，司職前鋒，職業球員生涯由1982年開展直到2001年才結束，退役後擔任領隊。他亦會間中在英国广播公司擔任足球評述員，分析威爾斯國家隊的賽事。
桑達士成名於效力阿士東維拉時期，而他亦曾效力史雲斯、卡迪夫城、白禮頓、牛津聯、打比郡、利物浦、諾定咸森林、錫菲聯及巴拉福特等威爾士及英格蘭國內球隊，並曾出國加盟加拉塔沙雷和賓菲加，更曾於1986年至2001年72次代表威爾斯國家隊上陣及射入22球，在代表次數及入球數目均位列國家隊的前五位內。

## 生平

### 領隊
唐卡士打
2011年9月23日，桑達士獲唐卡士打聘為領隊。  他上任後翌日便帶領球隊以1-0擊敗水晶宮，打破球隊二十場不勝紀錄。
狼隊
2013年1月7日桑達士獲聘為英冠球會狼隊的領隊，但因球隊降班而於同年5月7日被辭退。
卡維尼
2014年12月27日，卡維尼時任領隊（John Gregory）因需要接受心臟手術而請辭，桑達士獲委成為臨時主帥。

## 榮譽
利物浦
- 英格蘭足總盃冠軍：1991/92年；
- 英格蘭慈善盾亞軍：1992年；

阿士東維拉
- 英格兰足球超级联赛亞軍：1992/93年；
- 英格蘭聯賽盃冠軍：1993/94年；

加拉塔沙雷
- 土耳其盃冠軍：1995/96年；

## 外部連結
- 足球数据库：甸·桑達士的球员统计数据
- 足球資料庫：甸·桑達士的領隊統計數據
- 利物浦官網簡歷
- LFCHistory.net簡歷 （页面存档备份，存于）